# ساترمپادو
ساترمپادو (به انگلیسی: Satrampadu) یک منطقهٔ مسکونی در هند است که در ایلورو واقع شده‌است. ساترمپادو ۱٫۴۰ کیلومتر مربع مساحت و ۶٬۳۹۳ نفر جمعیت دارد.